# Perognathus longimembris
Espèce
Statut de conservation UICN

 LC  : Préoccupation mineure
Perognathus longimembris est une espèce de rongeurs de la famille des Heteromyidae qui fait partie des souris à poches, c'est-à-dire des souris à abajoues. Cet animal vit au Mexique et aux États-Unis.
L'espèce a été décrite pour la première fois  en 1875 le zoologiste américain Elliott Coues (1842-1899). 

## Liste des sous-espèces
Selon Mammal Species of the World (version 3, 2005)  (29 nov. 2012) :
- sous-espèce Perognathus longimembris aestivus
- sous-espèce Perognathus longimembris arizonensis
- sous-espèce Perognathus longimembris bangsi
- sous-espèce Perognathus longimembris bombycinus
- sous-espèce Perognathus longimembris brevinasus
- sous-espèce Perognathus longimembris gulosus
- sous-espèce Perognathus longimembris internationalis
- sous-espèce Perognathus longimembris kinoensis
- sous-espèce Perognathus longimembris longimembris
- sous-espèce Perognathus longimembris nevadensis
- sous-espèce Perognathus longimembris pacificus
- sous-espèce Perognathus longimembris panamintinus
- sous-espèce Perognathus longimembris pimensis
- sous-espèce Perognathus longimembris salinensis
- sous-espèce Perognathus longimembris tularensis
- sous-espèce Perognathus longimembris venustus

Selon Catalogue of Life (29 nov. 2012) :
- sous-espèce Perognathus longimembris longimembris (Coues, 1875)
- sous-espèce Perognathus longimembris pacificus Merriam, 1898

Selon NCBI (29 nov. 2012) :
- sous-espèce Perognathus longimembris arizonensis
- sous-espèce Perognathus longimembris bangsi
- sous-espèce Perognathus longimembris bombycinus
- sous-espèce Perognathus longimembris brevinasus
- sous-espèce Perognathus longimembris gulosus
- sous-espèce Perognathus longimembris internationalis
- sous-espèce Perognathus longimembris longimembris
- sous-espèce Perognathus longimembris pacificus
- sous-espèce Perognathus longimembris virginis